# Carlos Bonnet
Carlos Bonnet (* 29. Oktober 1892 in Villa de Cura; † 16. Januar 1983 in Caracas) war ein venezolanischer Komponist und Dirigent.
Bonnet besuchte ab 1903 die von Arturo Delfín Francieri geleitete Escuela Musical Militar Infantil und stieg dort zum stellvertretenden Schulleiter im Rang eines Oberleutnants auf. Als Militärkapellmeister leitete er mehrere Jahre die La Banda de la Brigada Número Uno und wurde dann von Präsident Isaías Medina Angarita zum Direktor der Escuela de Bandas Militares ernannt, aus der u. a. der Trompeter Pablo Antillano hervorging.
Er gewann u. a. den Wettbewerb um die Auswahl der Hymne der venezolanischen Luftwaffe und wurde vom Bildungsministerium mit der Medalla de Instrucción Pública ausgezeichnet. Bei der Eröffnung des Radiosenders von Caracas leitete er das Orchester der ersten Rundfunkübertragung und führte seinen Marcha 1BC auf. Als Komponist wurde er u. a. mit Songs wie Quitapesares, La Partida, El trabadedos, Refranero, La tierra de mi Querer, Overellas de un Pampero, Negra La Quiero und El Curruchá bekannt.